# Hypotenar

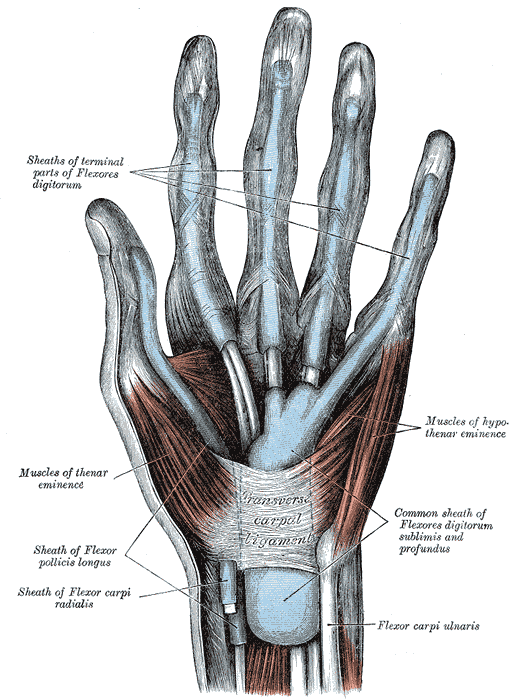
Tenar och hypotenar (röda) ovanför fingrarnas och handflatans synoviala senskidor (blå).
Illustration: Gray's Anatomy, 1918. (PD)

Hypotenar (latin: hypothenar) är, i människans kropp, en muskelgrupp i handen (manus) som har stor betydelse för lillfingrets (digitus minimus) finmotorrik och därför ofta kallas "lillfingrets muskler". 
I muskelgruppen ingår tre muskler som utgår från handlovens (carpus) ulnara sida och flexorretinaklet (retinaculum flexorum) på handledens (art. radiocarpea) palmarsida.
M. abductor digiti minimi är en ytlig muskel som från handlovens sesamben (os pisiforme) sträcker sig till den ulnara sidan av basen för lillfingrets grundfalang.
M. flexor digiti minimi brevis sträcker tillsammans med m. abductor digiti minimi från os pisiforme men ligger radialt om denna muskel.
M. opponens digit minimi täcks nästan fullständigt av de två ovan nämnda musklerna och sträcker sig till den ulnara sidan av lillfingrets metakarpalben.
Hypotenar innerveras av n. ulnaris.